# ステファニー・ダリー
ステファニー・メアリー・ダリー（Stephanie Mary Dalley、旧姓　ページ）は、イギリスの古代近東学者である。既にオックスフォード大学オリエント研究所の研究員を退職している。バビロンの空中庭園に関する調査や、空中庭園はセンナケリブの治世にニネヴェに建設されたとする提案で有名である。

## 経歴
ステファニー・ページは学生時代、考古学の発掘調査ボランティアとしてヴェルラミウム（Verulamium）、サイレンセスター（Cirencester）、ビグナー・ローマン・ヴィラ（Bignor Roman Villa）で働いた。1962年、彼女は、家族ぐるみの付き合いがあった考古学者デーヴィッド・オーツに誘われ、彼がイラク北部のニムルドで指揮した考古学発掘調査に参加した
。
彼女はここで、発掘された象牙の洗浄・保存の責任者を務めた
。
1962年から1966年まで、彼女はケンブリッジ大学でアッシリア学を学び
、
ロンドン大学の東洋アフリカ研究学院で博士号を取った。

1966年～1967年にかけて、ステファニーは英国イラク考古学研究所による特別研究員（奨学金が支給される）に選ばれている。彼女はテル・アル・リマー

の発掘調査に、碑文解読者及び記録員として従事した
。
テル・アル・リマーで発掘された粘土板を解読した内容は、彼女の博士号論文のテーマとなり、また、後に「Mari and Karana, two Old Babylonian Cities」（邦題『バビロニア都市民の生活』（同成社、2010年））として出版され、広く読まれた。彼女は、イラクで公認技術者クリストファー・ダリーと出会い、後に彼と結婚し、３人の子どもに恵まれた。

1979年から2007年にかけて、ダリーはオックスフォード大学オリエント研究所において、アッカド語とシュメール語を教えた。1988年、彼女はシリート上級主任研究員

に任命される。彼女はまた、サマーヴィル・カレッジの名誉上級主任研究員であるほか、ウォルフソン・カレッジのコモン・ルームのメンバーであり、ロンドン考古協会の特別研究員でもある。

ダリーは、エーゲ海、イラク、シリア、ヨルダン、トルコにおける考古学発掘調査に参加し続けている。彼女の著作は、発掘された文書や国立博物館に収められている文書に関する技術的な書籍から、一般の読者向けの書籍まで、幅広い。また、彼女は、テレビのドキュメンタリーにも出演している。

## アッシリア学への貢献

### 神話研究
ダリーは　彼女自身の手でバビロニアの主要な神話を翻訳し、書籍として出版した。その内容には、アトラ・ハシース、アンズー、イシュタルの降臨、ギルガメシュ、天地創造、エッラとイシュムが含まれる。これらの話が１冊の本にまとめられたことにより、神話学の概要を学ぶ学生にとって、バビロニア神話の全容を把握することが可能となった。この書籍は、大学の講義で広く用いられている。

### ニムルドの王女たち
1989年、イラク考古学省は、古代ニムルドの宮殿の一群の墓を発掘した。石棺には２人の女性の遺骨と共に、26kg以上の黄金の品々が収められていた。その埋葬品の大半には文字が刻まれていた。碑文によれば、その女性は紀元前700年頃から王妃であったことようだ。ダリーは、サルゴン2世の妻アタリヤ（Ataliya）という名前がヘブライ語起源であることを証明した。他の女王のヤバ（Yaba）という名前もまた、ヘブライ語であったかもしれない。おそらく、この名前は「美しい」という意味の単語で、宝石装身具に記されていたアッシリア語の「バニトゥ（Banitu）」も同義である。ステファニー・ダリーは、これらの女性はユダヤ人の王女たちであるとした
。
一緒に埋葬されているから、おそらくは母と娘であろう。多分、エルサレムのヒゼキヤ王の親族で、政略結婚のためにアッシリア王のもとへと差し出されたのだと、ダリーは結論づけた。この協定は、当時のユダとアッシリアの政治的な関係に新しい光を照らすものである。また、この分析により、旧約聖書において曖昧だった部分（列王記下第18章第17～28節とイザヤ書第36章第11～13節）について、これまでとは異なる説明が可能となる。エルサレムを包囲するアッシリア軍の指揮官は、おそらくはアッシリア王に近い親族であったと思われるが、彼はエルサレムの人々に対して、こう呼びかける。反逆の意思を捨て、アッシリア王に従え、と。「ラブ・シャケは立ってユダの言葉で大声で呼ばわり、こう言い放った。『大王、アッシリアの王の言葉を聞け。』」　彼は、ヘブライ語を話すことができた。なぜなら、彼は母の膝の上でそれを習ったからである。

### 後世の文化への遺産
いくつかの学術論文の中で、ダリーは、ヘブライ語旧約聖書、初期のギリシア叙事詩、千夜一夜物語（アラビアン・ナイト）に対するメソポタミア文化の影響を考察している。とりわけ彼女は、近東・中東の諸々の文化におけるギルガメシュ叙事詩の伝わり方について研究した。そして彼女は、千夜一夜物語の中の「Tale of Buluqiya」（暫定訳：ブルキヤの冒険）の中に、ギルガメシュ叙事詩の痕跡を認めたのである。彼女はアッカド語の物語とアラビア語の物語を対比し、「Tale of Buluqiya」における、ギルガメシュとエンキドゥの残像を調べた。彼女はまた、ユダヤのエノク書にギルガメシュという名前が登場することにも言及している
。

### バビロンの空中庭園

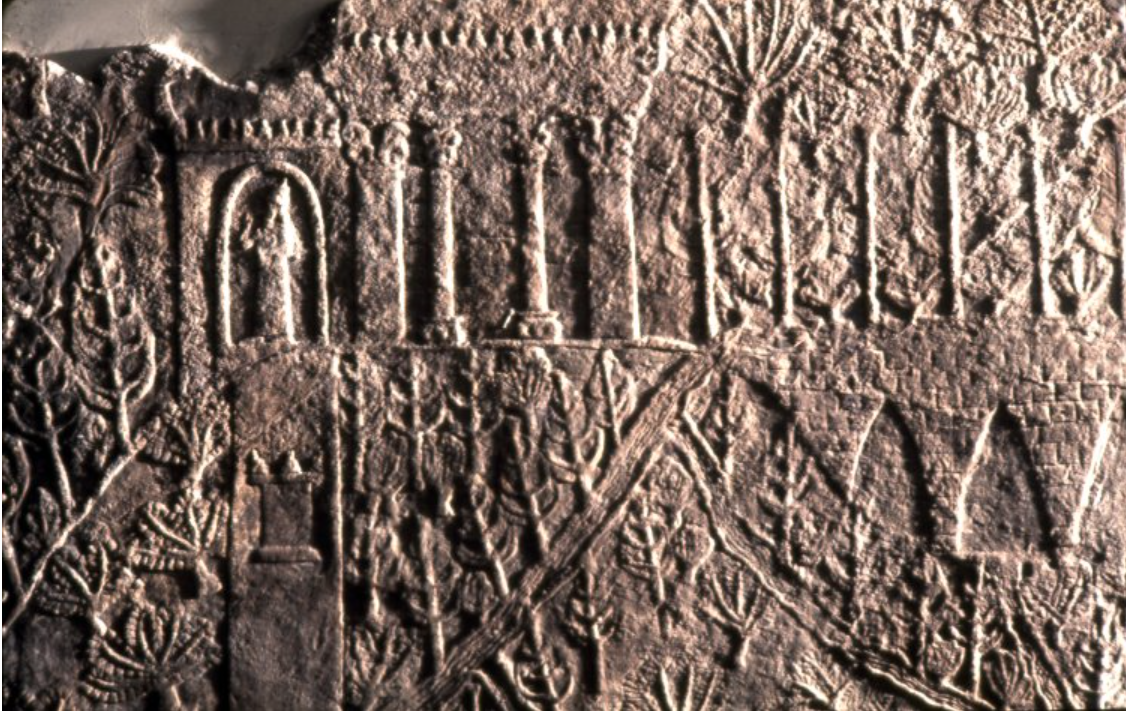
古代都市ニネヴェの庭園を描写した、アッシリアの浮き彫り壁画の写真

広範囲にわたり考古学発掘調査が実施されたにもかかわらず、古代世界の七不思議の一つであるバビロンの空中庭園はまだ見つかっていない。ダリーは18年間の文書研究に基づき、次のように提案している。庭園は、ネブカドネザル治世下のバビロンに建設されたのではなく、2700年前、アッシリア王センナケリブによって、その首都ニネヴェに建設されたのだと。彼女はバビロニアとアッシリアの楔形文字を解読し、後世のギリシア・ローマの文書を再翻訳した上で、紀元前7世紀の重要な碑文が、誤って翻訳されたことを明らかにした。ネブカドネザルの碑文のどれ１つとして庭園に言及しない一方、ダリーはセンナケリブによる文書を発見した。その文書には、センナケリブが建てた宮殿と、宮殿に隣接し、彼が「全ての人々にとって素晴らしいもの」と呼ぶ庭園のことが記されていた。アルキメデスよりもはるか前のこの時代に、新しい青銅鋳造方法を用いてウォーター・スクリューが作られたことについても、これらの文書に記述されている。80kmの彼方から水を運ぶために、運河や水路が広範囲に引かれ、この水路から一日中、ウォータースクリューにより水が上部へ運ばれ続けた。ニネヴェで出土し、現在は大英博物館に収められている浅浮き彫りには、高所にあるテラスの上に並ぶ宮殿と樹木が描かれている。ダリーは、これらについても自分の説を補強する論拠とした。彼女の研究は、後のギリシア人の著述家たちの記述を立証している。それによれば、実際には、池の周りに円形劇場のようにテラスを築き上げて庭園が造られた。彼女は『バビロンの空中庭園の謎：“世界の不思議”の謎を追う』という著書の中でこれらの結論をまとめ、2013年に出版した

。

### 海の国
ダリーは、新たに発見された約470の楔形文字古文書の解読に取り組み、これらの文書は南メソポタミアの王国に属する文書であると推測した。この国は紀元前15世紀に繁栄し、以前は単に「海の国」としてしか知られていなかったものであり、これは、現代における歴史情報の空白を埋める重要な発見である。彼女がこれらの文書の分析を進めたことにより、他の博物館に収蔵されている粘土板についても、「海の国」由来のものを特定することが可能となった。

## 著作等（代表的なもの）

### 書籍
- Mari and Karana: Two Old Babylonian Cities. Longman. 1984.
（『マリとカラナ：２つの古代バビロニア都市』（初版：ロングマン、1984年　再版：ゴルギアス出版　2002年）
（邦題『バビロニア都市民の生活』（訳：大津　忠彦、下釜　和也、同成社、2010年））
- The Tablets from Fort Shalmaneser (Cuneiform Texts from Nimrud). The British School of Archaeology in Iraq. 1984.
（『シャルマナセルの城塞の粘土板（ニムルド出土の楔形文字文書）』英国イラク考古学研究所、1984年）
- Myths from Mesopotamia: Creation, The Flood, Gilgamesh, and Others. Oxford. 1998.
（『メソポタミアの神話：天地創造、洪水、ギルガメシュほか』（オックスフォード大学出版、1998年））
- The Legacy of Mesopotamia. Oxford. 2005.(Editor)
（『メソポタミアの遺産』（オックスフォード大学出版。英語版では2005年とあるが、初版は1998年）ステファニー・ダリーは編集を担当したほか、一部の章を執筆。）
- Esther's Revenge at Susa: From Sennacherib to Ahasuerus. Oxford. 2007.
（『スサにおける、エステルの復讐：センナケリブから　アハスエルス（訳者補足：クセルクセス？）まで』（オックスフォード大学出版、2007年）
- Babylonian Tablets from the First Sealand Dynasty. CDL Press. (2009). ISBN 978-1934309-087
（『海の国第一王朝のバビロニア語の粘土板』2009年、メリーランド大学出版（CDL Press））
- The Mystery of the Hanging Garden of Babylon: An Elusive World Wonder Traced. Oxford. 2013.
（『バビロンの空中庭園の謎：“世界の不思議”の謎を追う』（オックスフォード大学出版　2013年））

### 論文
- "The Tablets from Tell Al-Rimah 1967: A Preliminary Report". Iraq. 30 (1): 87. Spring 1968. doi:10.2307/4199841. 
（『1967年、テル・アル・リマーで発掘された粘土板：速報』（ケンブリッジ大学年報「イラク」第30号（1968年）に収録））
- "Old Babylonian Dowries". Iraq. 42 (01): 53. 1980. doi:10.2307/4200115. 
（『古バビロニア時代の結婚持参金』（ケンブリッジ大学年報「イラク」第42号（1980年）に収録））
- "Foreign Chariotry and Cavalry in the Armies of Tiglath-Pileser III and Sargon II". Iraq. 47: 31. January 1985. doi:10.2307/4200230. 
（『ティグラト・ピレセル３世とサルゴン2世の軍隊における、外国人戦車部隊と騎兵部隊』（ケンブリッジ大学年報「イラク」第47号（1985年）に収録））
- "The God Ṣalmu and the Winged Disk". Iraq. 48: 85. January 1986. doi:10.2307/4200253. 
（『神像と有翼日輪』（ケンブリッジ大学年報「イラク」第48号（1986年）に収録）（God Ṣalmu →「神像」は暫定訳です）
- "Yahweh in Hamath in the 8th Century BC: Cuneiform Material and Historical Deductions". Vetus Testamentum. 40 (1): 21. January 1990. doi:10.2307/1519260. 
（『紀元前８世紀のハマーにおけるヤーウェ：楔形文字が刻まれた発掘物と歴史的考察』（ブリル出版（オランダ）の学術誌『旧約聖書』第40号（1990年）に収録））
- "Ancient Assyrian Textiles and the Origins of Carpet Design". Iran. 29: 117. 1991. doi:10.2307/4299853.
（『古代アッシリアの織物と、絨毯のデザインの起源』（英国ペルシア研究所の学術誌『イラン』第29号（1991年）に収録））
- "Nineveh after 612 BC". Altorientalische Forschungen. 20 (1). 1993. doi:10.1524/aofo.1993.20.1.134. 
（『紀元前612年以降のニネヴェ』（ドイツの学術誌「Altorientalische Forschungen」第20号（1993年）に収録））
- "Nineveh, Babylon and the Hanging Gardens: cuneiform and classical sources reconciled". Iraq. 56. January 1994. doi:10.1017/S0021088900002801.
（『ニネヴェ、バビロンと空中庭園：楔形文字と古典資料の一致』（ケンブリッジ大学年報「イラク」第56号（1994年）に収録））
- "Sennacherib and Tarsus". Anatolian Studies. 49: 73. December 1999. doi:10.2307/3643063.
（『センナケリブとタルスス』（ケンブリッジ大学学術誌「アナトリア研究」第49号（1999年）に収録））
- "Sennacherib, Archimedes, and the Water Screw: The Context of Invention in the Ancient World". Technology and Culture. 44 (1): 1–26. January 2003. doi:10.1353/tech.2003.0011. 
（『センナケリブ、アルキメデスとウォータースクリュー：古代における発明のつながり』（ジョンズ・ホプキンス大学の学術誌『技術と文化』第44巻（2003年）に収録））
- "Gods from north-eastern and north-western Arabia in cuneiform texts from the First Sealand Dynasty, and a cuneiform inscription from Tell en-Naṣbeh, c.1500 BC". Arabian Archaeology and Epigraphy. 24: 177–185. 2013. doi:10.1111/aae.12005.
（『北東・北西アラビア地方の神々 ～ 「海の国」第１王朝の楔形文字文書と紀元前1500年頃のテル・エン・ナスベの楔形文字碑文より』（ジョン・ウィリー＆サンズ出版（米国）の学術誌「アラビアの考古学と碑銘学」第24巻（2013年）に収録）

### テレビ・ラジオ
- BBC Horizon "Noah's Flood", 1996
（『ノアの洪水』（ＢＢＣ「ホライズン」、1996年12月16日放映））
- BBC Secrets of the Ancients episode 5: "Hanging Gardens of Babylon", 1999
（『バビロンの空中庭園』（ＢＢＣ「古代の秘密」第５話、1999年放映））
- BBC Radio, "Babylon and the Gilgamesh Epic". 2006
（『バビロンとギルガメッシュ叙事詩』（ＢＢＣラジオ、2006年放送）
- BBC Masterpieces of the British Museum, Series 2 Episode 1, "The Assyrian Lion Hunt Reliefs", 2006
（『アッシリアのライオン狩りの浮き彫り』（ＢＢＣ「大英博物館の至宝」シリーズ２第１話、2006年））
- Channel 4 UK: "Secrets of the Dead, The Lost Gardens of Babylon", 2013, PBS Secrets of the Dead, "The Lost Gardens of Babylon", 2014
（『死者の秘密・バビロンの失われた庭園』（チャンネル４（英国）、2013年放映）（公共放送サービス（米国）、2014年放映））